# Doukas (écrivain)
Pour les articles homonymes, voir Doukas.
Doukas (né vers 1400, mort après 1462) fut un historien byzantin qui vécut sous le règne de Constantin XI Paléologue. On ignore son prénom et il n’est pas assuré qu’il soit relié à la famille du même nom. Il demeure l’une des sources les plus importantes pour la période couvrant la chute de l’Empire byzantin et son remplacement par l’Empire ottoman, y compris la chute de Constantinople.

## Biographie
On ignore tant son prénom que sa date de naissance et le nom de ses parents. Il naquit probablement dans les années 1390 en Asie Mineure où il fut élevé par son grand-père, Michel, qui s’y était réfugié. Ce dernier est décrit comme un homme cultivé, surtout en matière de médecine, et un partisan de Jean VI Cantacuzène lors des guerres civiles qui eurent lieu au milieu du XIVe siècle. Après avoir fui la persécution qui frappait les partisans de cette famille, il se réfugia à Éphèse chez l’émir turc d’Aydin, où il demeura après la fin de la guerre civile, convaincu que tôt ou tard ce qui restait de l’Empire byzantin finirait par tomber aux mains des Turcs. Même si son petit-fils l’affirme, on ignore si sa famille était véritablement reliée à l’ancienne famille impériale des Doukas,.
On trouve mention de l’historien Doukas pour la première fois en 1421 alors qu’il vivait à Néa Phokaia où il était secrétaire du gouverneur génois, Giovani Adorno. Après la chute de Constantinople, il trouva refuge à Lesbos où il entra au service de la famille Gattilusio qui gouvernait l’île et qui eut recours à ses services pour diverses missions diplomatiques à la cour ottomane. Il apporta au sultan ottoman d’Andrinople l’argent des taxes dues par les Gattilusio en 1451, 1452 et 1455. Il vivait encore à Lesbos en 1462 lorsqu’elle fut annexée par le sultan Mehmet II. On sait que Doukas survécut à cette invasion, mais son nom n’est plus mentionné par la suite et il se peut qu’il soit mort à peu près à ce moment.

## Œuvre
Doukas est connu pour son Histoire qui ne porte pas de titre dans le seul manuscrit qui nous est parvenu. Même s’il ne fut pas lui-même un témoin oculaire de la chute de Constantinople, Doukas parlait à la fois l’italien et le turc et eut accès pour décrire celle-ci à diverses sources tant génoises qu’ottomanes. Son Histoire couvre la période 1341-1462, c’est-à-dire de l’avènement de Jean V Paléologue à la conquête de Lesbos par les Turcs, mais ne donne un récit détaillé qu’après 1389. Son œuvre continue celles de Nicéphore Grégoras et de Jean Cantacuzène, et offre un complément à celles de Georges Sphrantzès, de Laonicos Chalcondyle et de Critobule d’Imbros. Curieusement toutefois, alors que Chalcondyle et Critobule, restés dans ce qui était devenu l’Empire ottoman, écrivent dans le plus pure style de Thucydide, Doukas et Sphrantzès, qui s’étaient réfugiés respectivement en territoires génois et vénitien, écrivirent dans un style assez près de la langue parlée. 
L’Histoire de Doukas débute par une préface résumant l’histoire du monde à partir d’Adam, mais traite surtout des trois derniers Paléologue. Même si elle n’est guère d’un style raffiné et est sous certains aspects biaisée, l’Histoire de Doukas est relativement judicieuse et fiable. Pour Jonathan Harris, le contraste entre les portraits que trace Doukas de Mehmet II qu’il dépeint sous les traits les plus noirs et le rapport très honnête qu’il fait des entrevues entre Mehmet II et les ambassadeurs serbes, bulgares, valaques et grecs qu’il reçoit à sa table s’expliquerait par le fait que le sultan aurait été l’instrument de Dieu pour punir les Byzantins de leur refus de l’Union de Florence ; Doukas est en effet un ardent partisan de l’Union des Églises de Rome et de Constantinople dans laquelle il voit le seul moyen pour ce qui reste de l’Empire byzantin d’échapper aux Turcs.  
Son Histoire s’avère une source d’informations précieuses pour les dernières années de l’empire. C’est le seul historien byzantin à rapporter la révolte paysanne conduite par Bürklüdje Mustafa, leader « communiste » qui proclamait l’égalité du christianisme et de l’islam, entre 1416 et 1418 sur la côte ouest de l’Asie Mineure. Son récit de la chute de Constantinople se distingue par le fait qu’il est le seul à faire référence à l’épisode de la Kerkoporta, une poterne dont l’emplacement est inconnu mais qui se situait probablement à la jonction des murailles de Théodose et du rempart des Blachernes. Laissée ouverte au moment de l’assaut final par les Ottomans, elle permit à une cinquantaine d’entre eux de pénétrer dans la cité et de hisser le drapeau ottoman sur l’une des tours, créant ou augmentant la panique parmi les défenseurs déjà en grande difficulté dans le secteur de la Porte Saint-Romain. Si cet épisode a été récemment remis en cause, il se peut que Doukas le tienne de l’un des témoins qu’il a interrogés, notamment Hamza Bey.

## Éditions
Cette Histoire fut imprimée pour la première fois en latin par Ismaël Boulliau en 1649 à Paris et traduite en français par Louis Cousin. Elle fut par la suite publiée dans le Corpus scriptorum Historiae Byzantinae d'Immanuel Bekker à Bonn en 1834, et par Jacques Paul Migne dans la collection Patrologia Graeca, clvii. L’édition de Bonn comporte une traduction en italien qui contient des passages manquant dans la version grecque. Plus récemment, elle a été publiée à Bucarest (V. Grecu) sous le titre Historia Turco-Byzantina en 1948. Elle fut traduite en anglais sous le titre Decline and Fall of Byzantium to the Ottoman Turks: An Annotated Translation of Historia Turco-Byzantina 1341-1462 par Harry J. Magoulias en 1975, et récemment en français par Jean Dayantis en 2008.